# Guillermo Eizaguirre
Guillermo Eizaguirre Olmos (Sevilha, 17 de maio de 1909 — 25 de outubro de 1986) foi um futebolista e treinador de futebol espanhol.

## Carreira
Guillermo Eizaguirre por clubes sempre no Sevilla FC, de 1925 até 1936. Ele foi o treinador do elenco da Espanha na Copa do Mundo de 1950.

## Títulos
Sevilla FC
- Copa del Rey: 1934–35